# دست در جلیقه
دست پنهان یا دست در جلیقه یک ژست پرکاربرد در پرتره‌های قرن ۱۸ و ۱۹ بود. این ژست که در دههٔ ۱۷۵۰ ظاهر شد، نشان‌دهندهٔ رهبری صبور و باصلابت می‌باشد. دست پنهان اغلب به ناپلئون اول فرانسه بازمی‌گردد، زیرا در چندین پرترهٔ کشیده شده به‌دست نقاش شخصی‌اش، ژاک لویی داوید، در سال ۱۸۱۲ استفاده شده‌است. این ژست که در باور عموم گذشتگان دارای شکوه خاصی بود، از آن پس به بعد مورد استفاده بسیاری از نقاشان در اروپا و آمریکای شمالی قرار گرفته‌است. در بسیاری از نقاشی‌ها و تصاویر اشخاص سرشناس دست راست خود را درون جلیقه یا کت خود می‌کردند یا گاهی نیز سوژه‌ها با نشستن در صندلی، دست چپ خود را پنهان می‌کردند. 

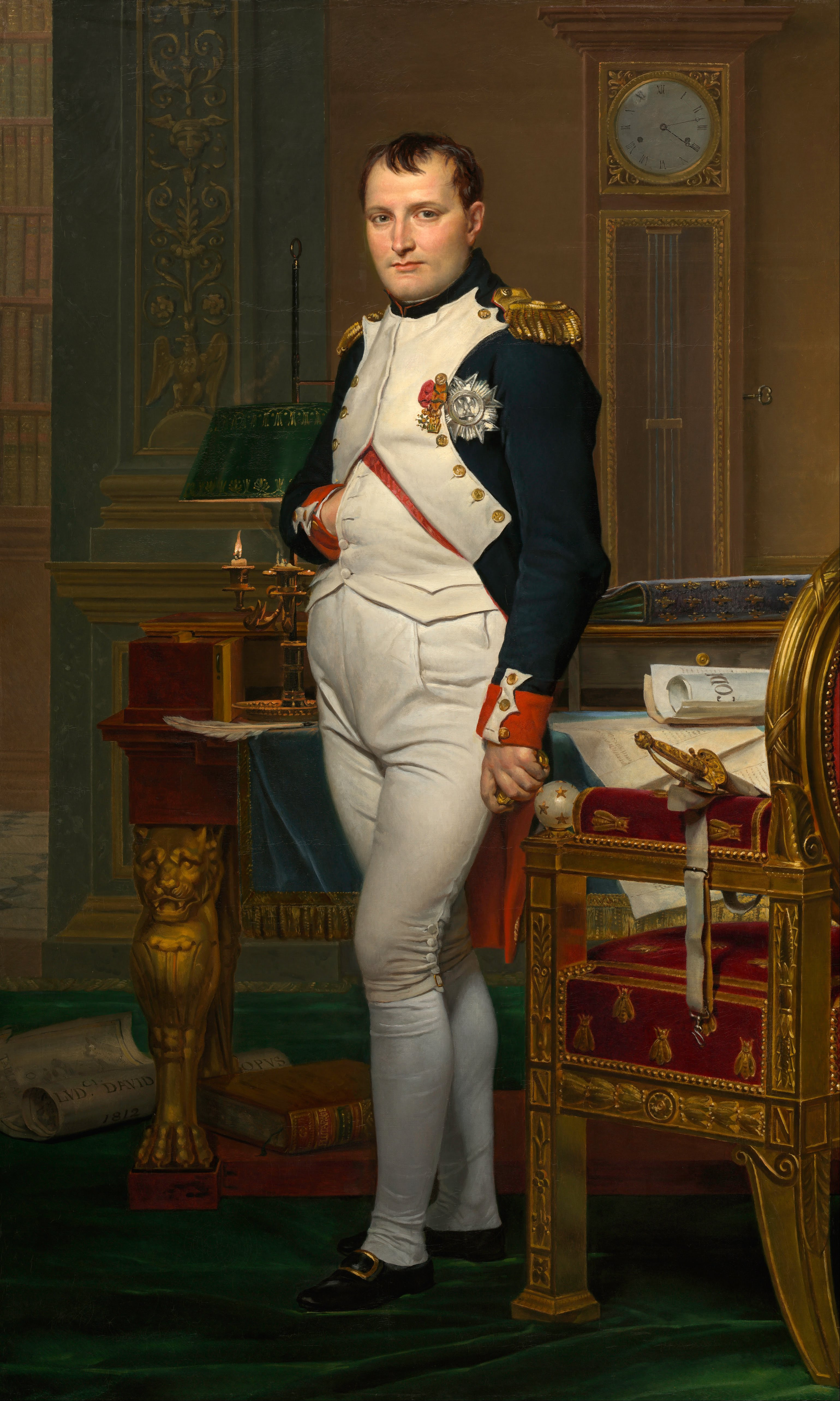
ناپلئون بناپارت با دستان پنهان گشتهٔ خود

## زمینه
کاربرد این حرکت به دوران باستان بازمی‌گردد یعنی زمانی که آیسخلوس، خطیب مشهور یونانی بیان کرد که، سخنرانی کردن با دستی که بیرون از کیتون باشد، توهین به مستمعین است. این ژست در پرتره سازی قرن هجدهم انگلیس به عنوان نشانه ای از اشراف طبقات بالا اجتماعی بوده‌است. یک راهنمای قرن هجدهم در مورد «رفتارهای نجیب‌زادگی» اشاره کرد که، این ژست نشان دهندهٔ «چیرگی مردانه، تعادل و حیا می‌باشد». آرلین مایر، تاریخ‌نگار هنر استدلال کرده‌است که، این ژست علاوه بر بازتاب رفتار اجتماعی واقعی یا وام گرفتن از مجسمه‌سازی کلاسیک، به تجسم شخصیت ملی انگلیسی در دوره پس از ترمیم غالب شده‌است.

## پس از عکاسی
با اختراع عکاسی، استفاده از این ژست ادامه پیدا کرد اما هدف آنها از پنهان کردن دست، جلوگیری از تار شدن تصاویر بود. این ژست معمولاً در عکس‌های اعضای ارتش نیز دیده می‌شود. تعدادی از عکس‌های جنگ داخلی آمریکا نشان می‌دهد مانند وجود بسیار زیادی از تصاویر ثبت شده در جنگ داخلی آمریکا.

## نگارخانه

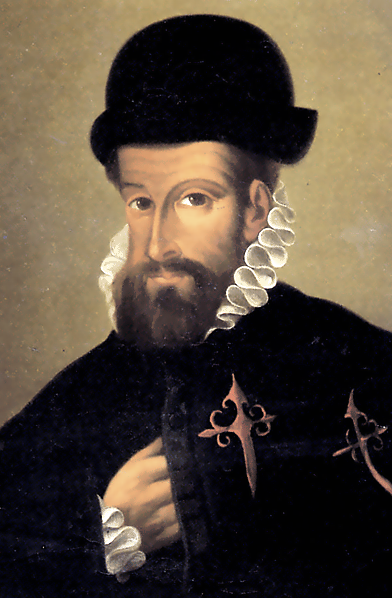
فرانسیسکو پیزارو فاتح اسپانیا

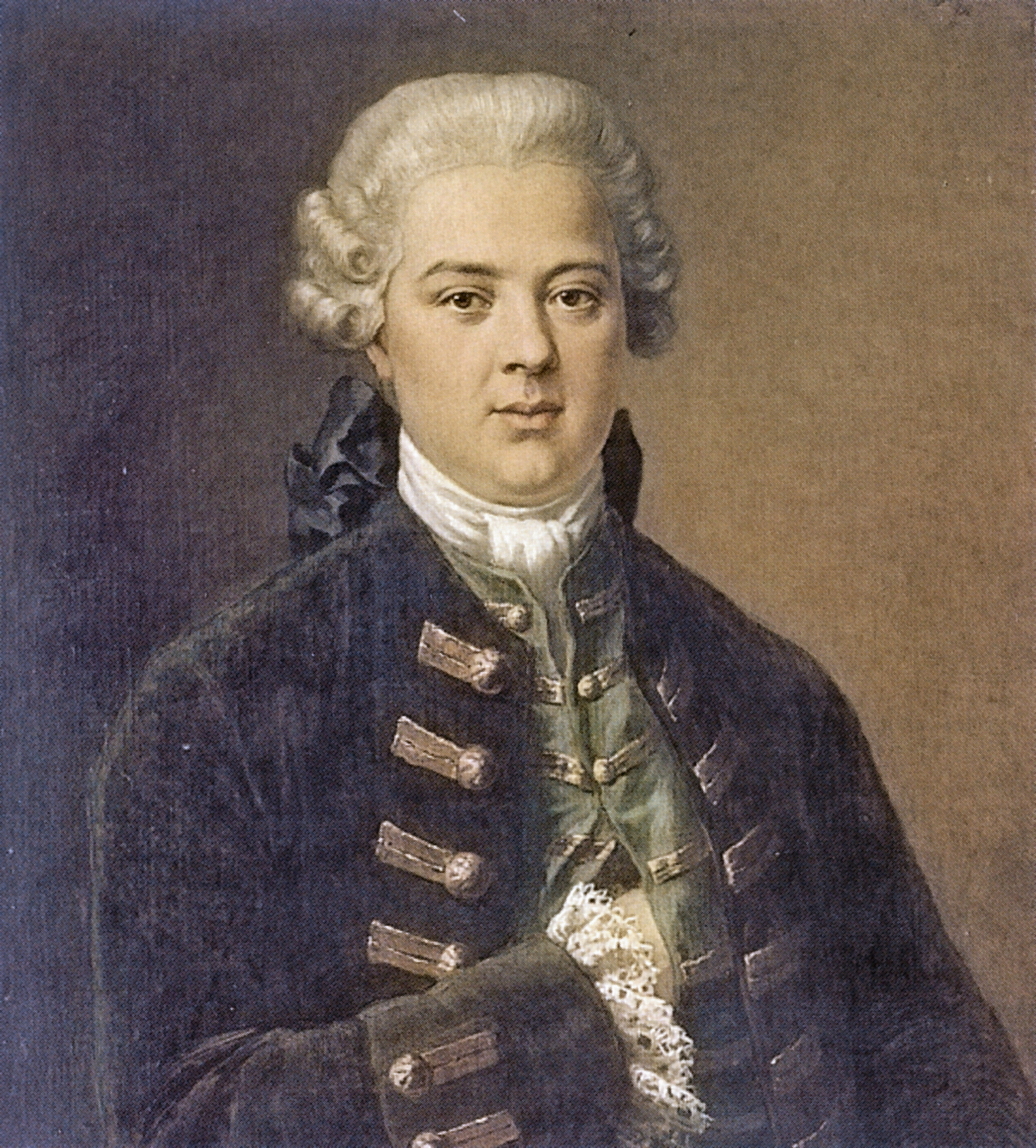
یوهان هاینریش گوسلر بانکدار آلمانی

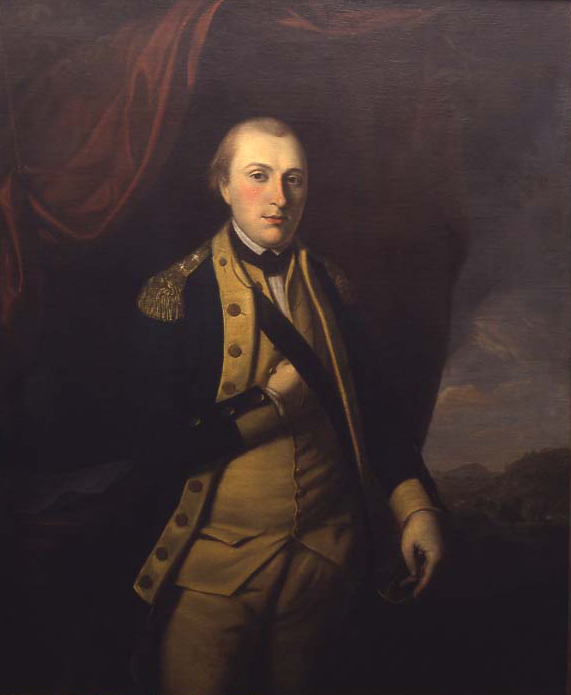
ژنرال ژیلبر دو موتیه دو لافایت

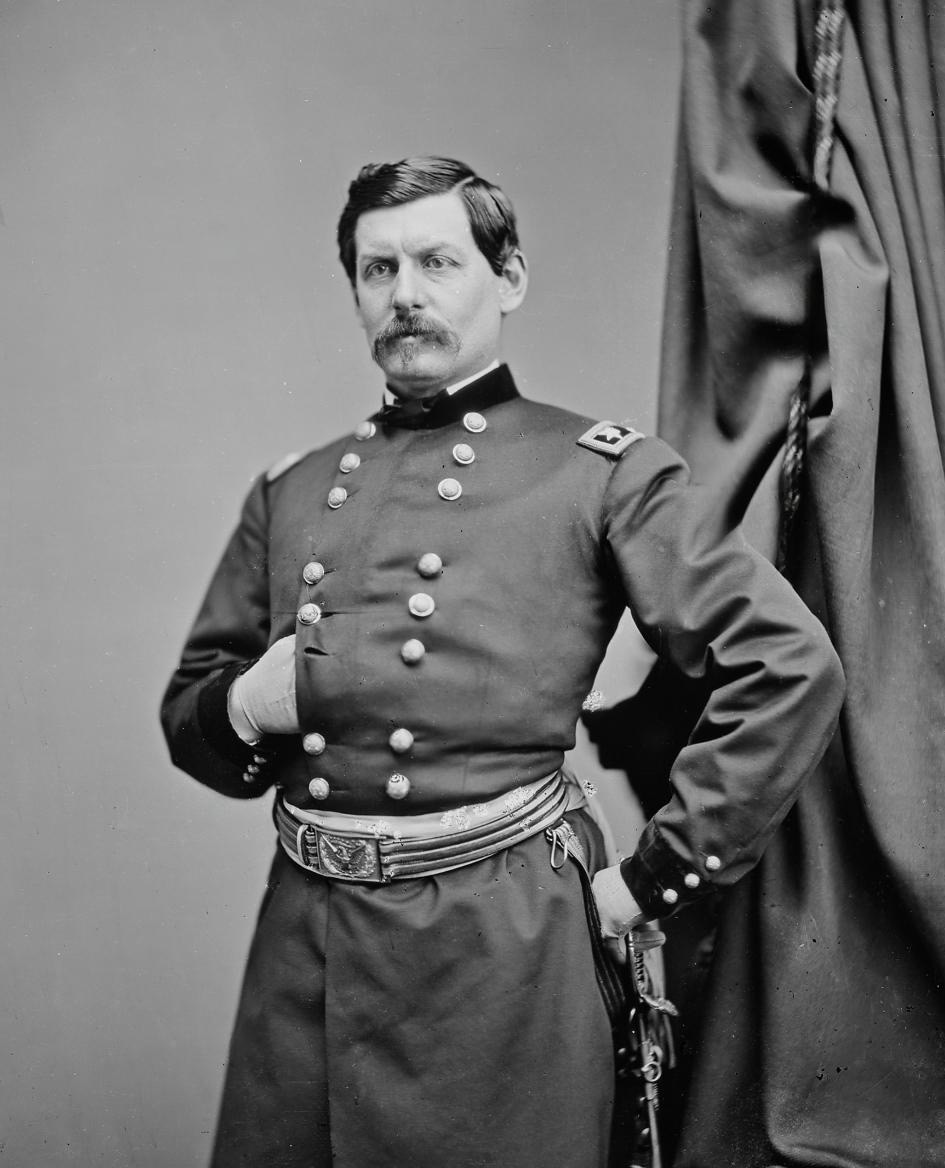
جورج بی مک‌کللن

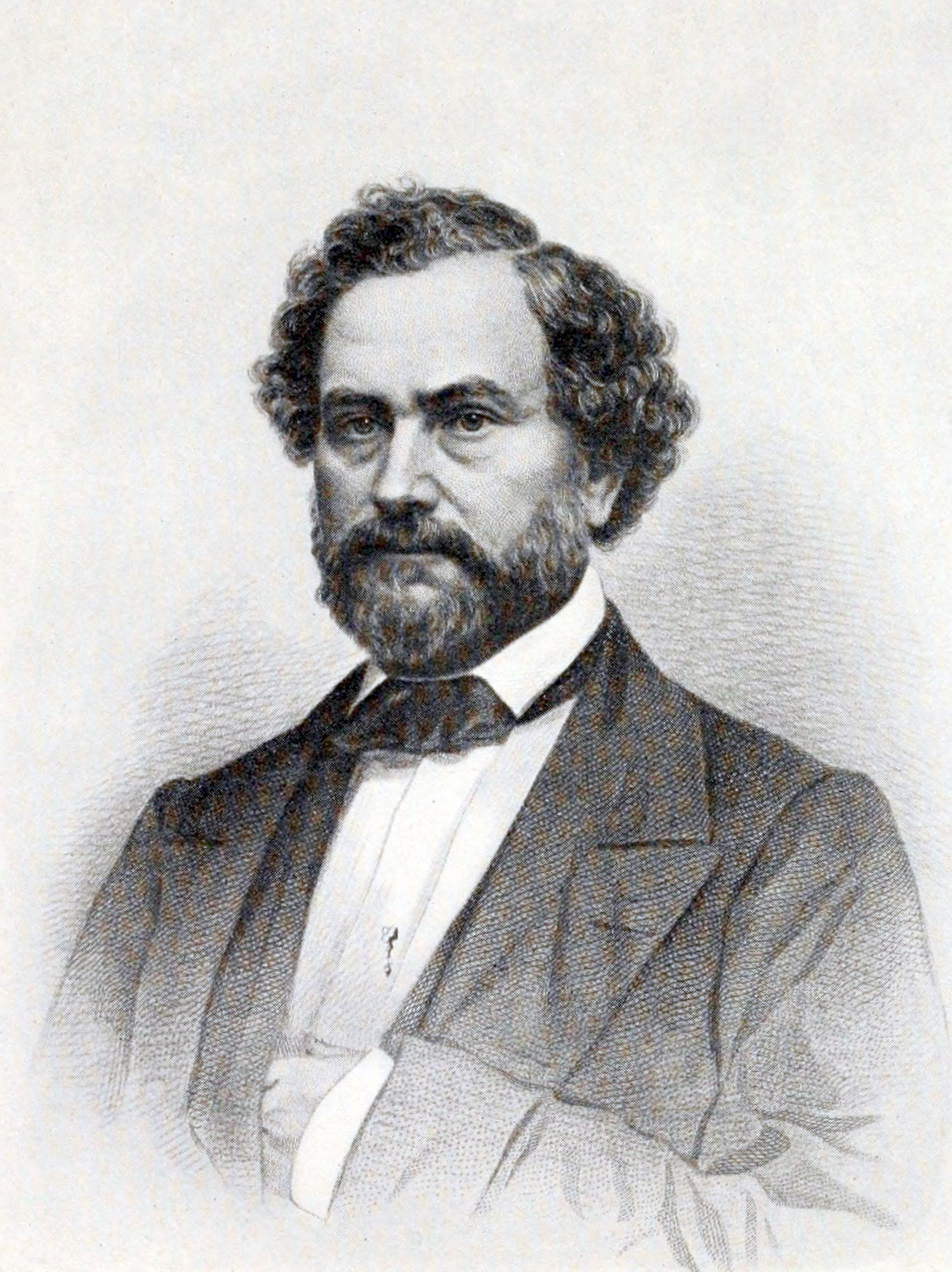
ساموئل کلت مخترع اسلحه

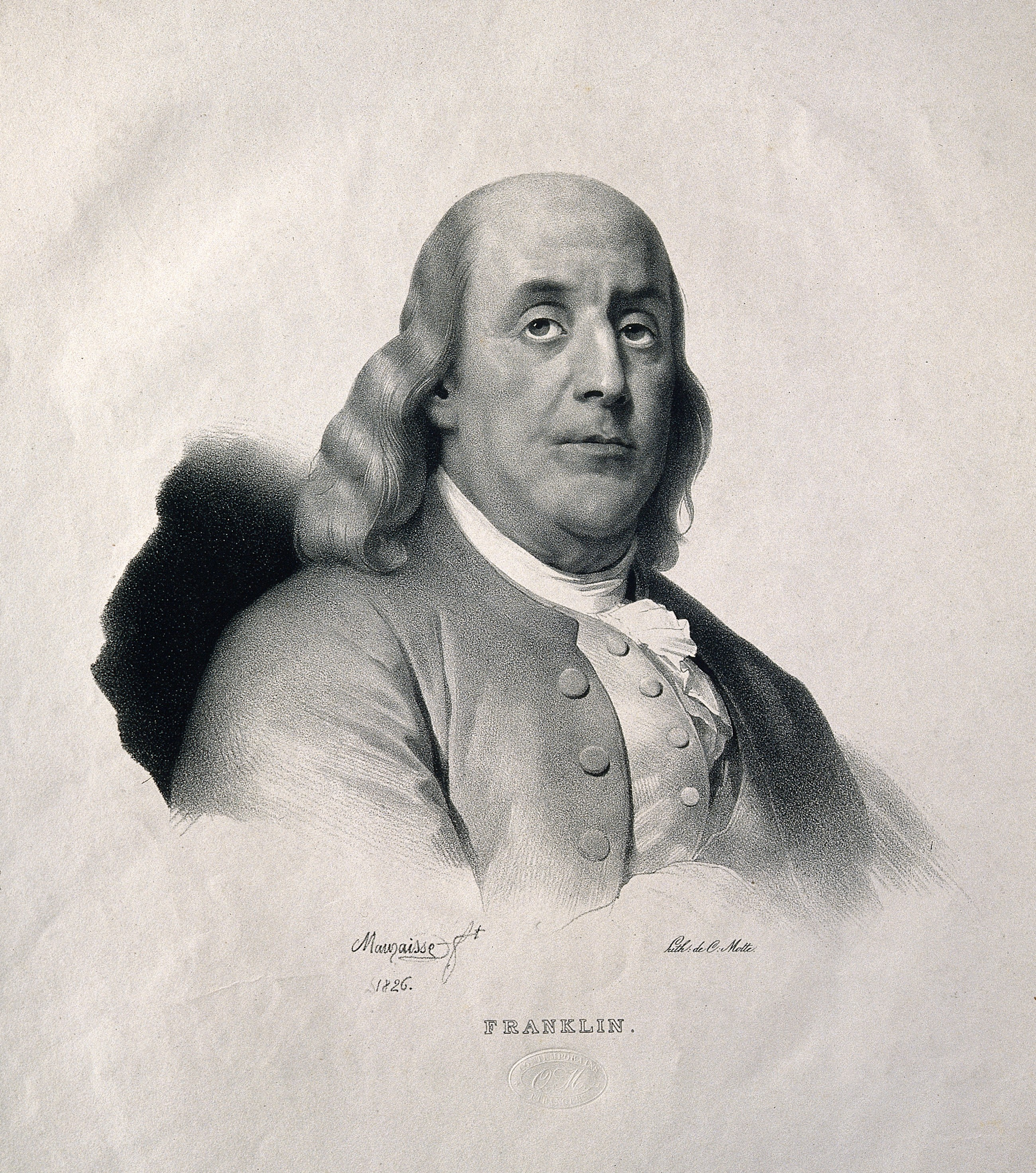
بنجامین فرانکلین رئیس‌جمهور آمریکا

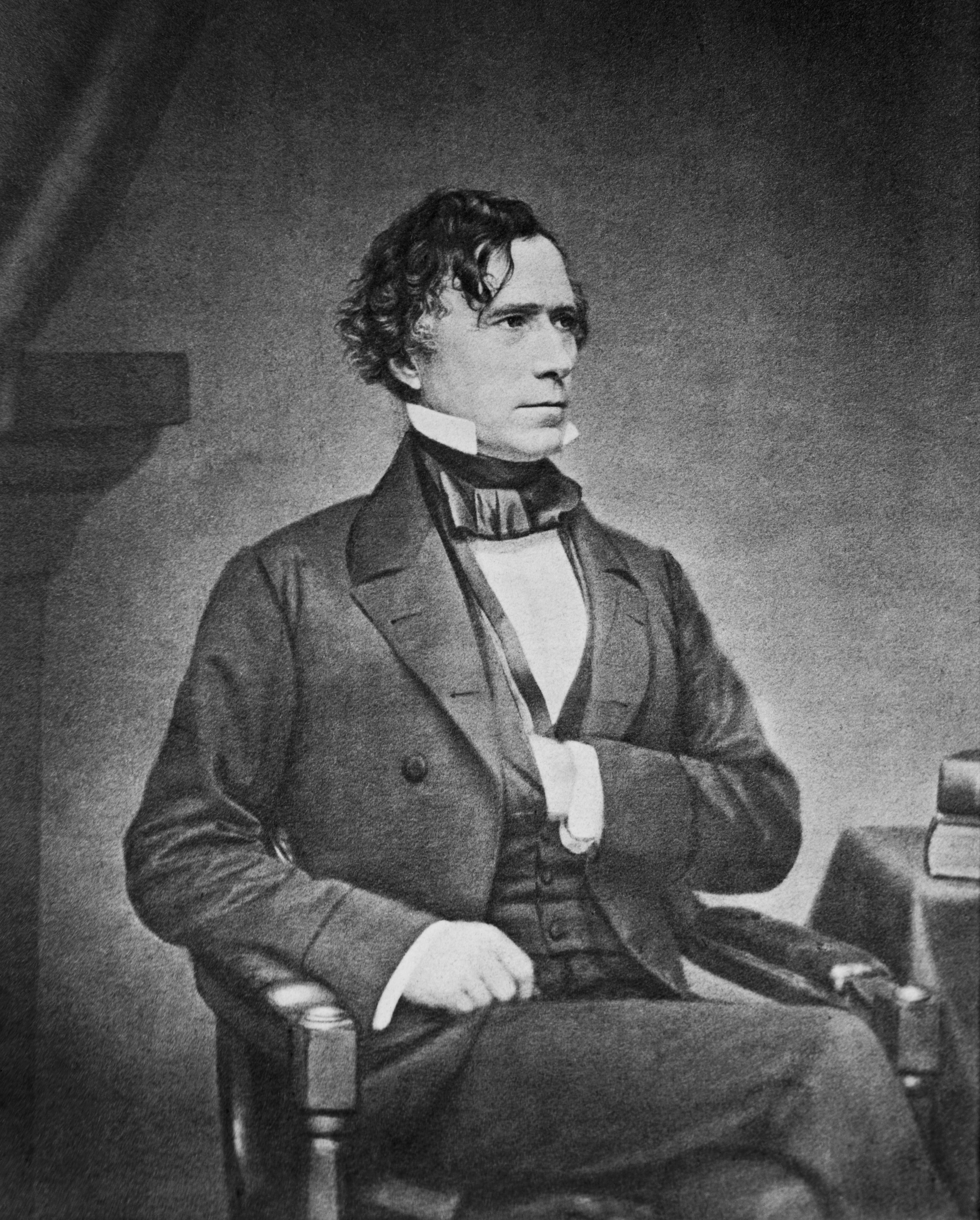
فرانکلین پیرس چهاردهمین رئیس‌جمهور آمریکا

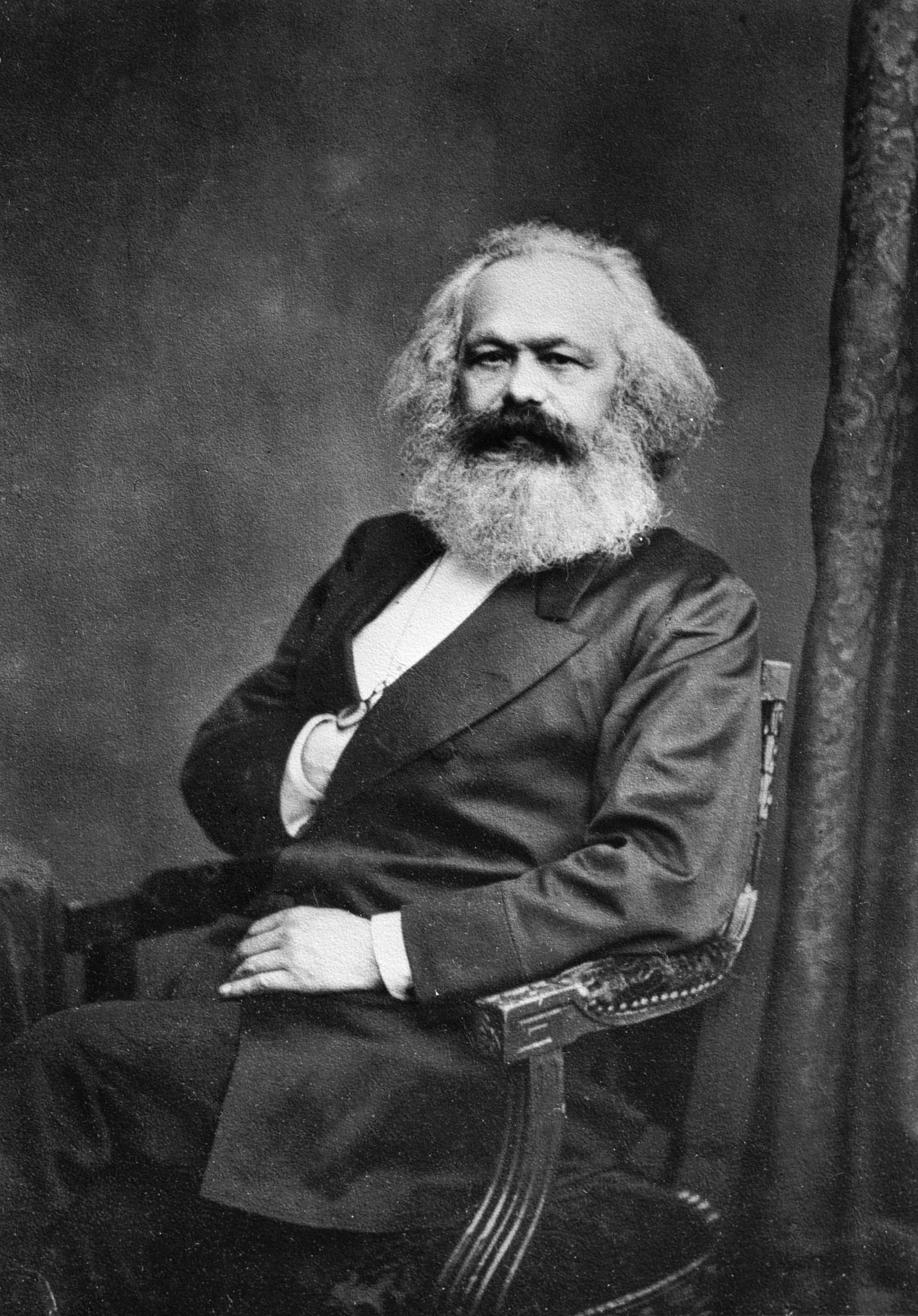
کارل مارکس دانشمند آلمانی

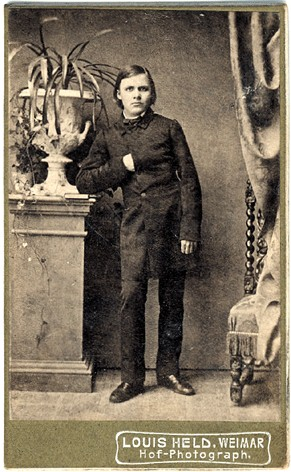
فردریش نیچه فیلسوف آلمانی

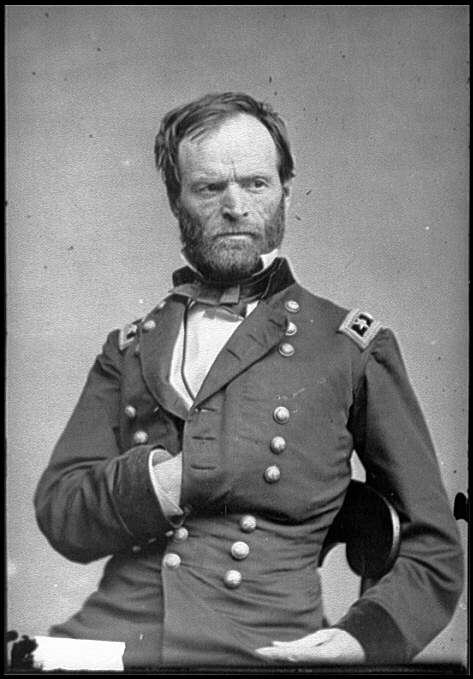
ژنرال ویلیام تکامسه شرمن